# Matt Dillon
Pour les articles homonymes, voir Matt Dillon (homonymie) et Dillon.
Matthew Raymond Dillon, dit Matt Dillon (/mæt ˈdɪlən/) est un acteur américain, né le 18 février 1964 à La Nouvelle-Rochelle dans l'État de New York.

## Biographie

### Jeunesse
Né dans une famille d'origine irlandaise parmi six enfants dont Kevin Dillon (également acteur), Matt passe une enfance turbulente et acquiert très tôt une réputation de « dur » qui deviendra une constante de la plupart de ses rôles. Il a à peine quatorze ans lorsqu’il est repéré dans les couloirs de son collège par l’agent de casting Vic Ramos qui deviendra son impresario.

### Carrière
En 1979, il interprète son premier rôle dans Violences sur la ville. Après avoir abandonné ses études, il suit des cours de théâtre au cours de Lee Strasberg à l'Actors Studio et continue à assumer des rôles de mauvais garçon, une image qui s'affirme avec Outsiders suivi par Rusty James, de Francis Ford Coppola. Jean Tulard le définit en ces termes : Dillon est « viril et fragile, beau et vulgaire à la fois, il symbolise un type nouveau de jeune premier.»
Dès lors, les propositions affluent et Matt Dillon ne tarde pas à devenir incontournable parmi les jeunes loups d'Hollywood et devient un membre auxiliaire du Brat Pack. Après un détour par le thriller Target (1985), le jeune bad boy d'Hollywood se voit offrir par Gus Van Sant un nouveau rôle de rebelle, celui de Bob, le junkie de Drugstore Cowboy (1989).
Le réalisateur de Portland fera de nouveau appel au comédien six ans plus tard pour incarner l'époux trop humble d'une Nicole Kidman Prête à tout. Si on le retrouve en musicien grunge dans Singles (1992) de Cameron Crowe, Dillon s'emploie durant les années 1990 à mettre à mal l'image de bellâtre révolté qui menaçait de lui coller à la peau.
Psychopathe dans Un baiser avant de mourir (1991), il campe un enseignant accusé de viol dans Sexcrimes et un malfrat dans Albino alligator, la première réalisation de Kevin Spacey en 1996.
Faisant preuve d'une réjouissante autodérision, Matt Dillon crée bientôt la surprise en tournant dans une série de comédies délirantes : acteur aux dents longues dans In and Out, il incarne pour les frères Farrelly un détective bas du front amoureux de Cameron Diaz dans Mary à tout prix (1998) avant de succomber au charme de la divine mais dangereuse Liv Tyler en 2001.
En 2005, Dillon fait un retour remarqué sur les écrans : flic raciste en quête de rédemption dans Collision, il interprète Hank Chinaski, le double littéraire de Charles Bukowski dans le film Factotum, 18 ans après la composition de Mickey Rourke, autre enfant terrible des années 1980, dans Barfly de Barbet Schroeder.
Se situant en marge du star-system, il passe en 2002 derrière la caméra avec City of Ghosts, thriller dont l'action se situe au Cambodge.
En 2018, il est choisi pour le rôle principal du film The house that Jack built de Lars Von Trier, dont il dira : « J'ai été assez surpris que l'on m'approche pour ce film. J'adore le travail de Lars Von Trier, mais nous ne nous étions jamais rencontrés puisqu'il ne voyage presque pas. Il m'a envoyé le scénario, très différent de ce que j'ai l'habitude de recevoir, et la première chose qu'il m'a dite c'est qu'il prenait toutes ses responsabilités sur le film. Je ne suis pas vraiment intéressé par les serial killers, ce n'est pas quelque chose qui me fascine, mais j'ai beaucoup aimé la profondeur psychologique du personnage ainsi que son esprit obsessionnel. » Antichrist de Lars von Trier est l'un de ses films préférés de la décennie 2010.
Lors de la Mostra de Venise 2020, il fait partie du jury international de Cate Blanchett.

## Filmographie

### Cinéma

#### Années 1970-1980
- 1979 : Violences sur la ville (Over the Edge) de Jonathan Kaplan : Richard 'Richie' White
- 1980 : Les Petites Chéries (Little Darlings) de Ronald F. Maxwell : Randy Adams
- 1980 : My Bodyguard de Tony Bill : Melvin Moody
- 1981 : Gunmen's Blues (en) de Eric Red (court-métrage)
- 1982 : Tex de Tim Hunter : Tex McCormick
- 1982 : Le Challenger (en) (Liar's Moon) de David Fisher ; Jack Duncan
- 1983 : Outsiders (The Outsiders) de Francis Ford Coppola : Dallas « Dally » Winston
- 1983 : Rusty James (Rumble Fish) de Francis Ford Coppola : Rusty James
- 1984 : Le Kid de la plage (The Flamingo Kid) de Garry Marshall : Jeffrey Willis
- 1985 : Target d'Arthur Penn : Chris Lloyd / Derek Potter
- 1985 : Rebel (en) de Michael Jenkins : Rebel
- 1986 : Native Son : Un enfant du pays (Native Son) de Jerrold Freedman : Jan
- 1987 : La Gagne (The Big Town) de Ben Bolt : J.C. Cullen
- 1988 : Kansas (en) de David Stevens : Doyle Kennedy
- 1989 : Drugstore Cowboy de Gus van Sant : Bob Hugues
- 1989 : Il était une fois Broadway (Bloodhounds of Broadway) de Howard Brookner : Regret

#### Années 1990
- 1991 : Un baiser avant de mourir (A Kiss Before Dying) de James Dearden : Jonathan Corliss
- 1992 : Singles de Cameron Crowe : Cliff Poncier
- 1993 : Le Saint de Manhattan (The Saint of Fort Washington) de Tim Hunter : Matthew
- 1993 : Mr. Wonderful d'Anthony Minghella : Gus
- 1994 : Golden Gate de John Madden : Agent Kevin David Walker
- 1995 : Prête à tout (To Die For) de Gus van Sant : Larry Maretto
- 1995 : Frankie Starlight de Michael Lindsay-Hogg : Teddy Klout
- 1996 : Beautiful Girls de Ted Demme : Tommy « Birdman » Rowland
- 1996 : Grace of My Heart d'Allison Anders : Jay Phillips
- 1996 : Albino Alligator de Kevin Spacey : Dova
- 1997 : In and Out de Frank Oz : Cameron Drake
- 1998 : Sexcrimes (Wild Things) de John McNaughton : Sam Lombardo
- 1998 : Mary à tout prix (There's Something About Mary) de Bobby et Peter Farrelly : Patrick « Pat » Healy

#### Années 2000
- 2001 : Divine mais dangereuse (One Night at McCool's) de Harald Zwart : Randy
- 2002 : Les Voyous de Brooklyn (Deuces Wild) de Scott Kalvert : Fritzy
- 2002 : City of Ghosts de Matt Dillon : Jimmy
- 2004 : L'Employé du mois (Employee of the Month) de Mitch Rouse (en) : David Walsh
- 2004 : Collision (Crash) de Paul Haggis : Ryan
- 2005 : Loverboy de Kevin Bacon : Mark
- 2005 : Factotum de Bent Hamer : Hank Chinaski
- 2005 : La Coccinelle revient (Herbie: Fully Loaded) d'Angela Robinson: Trip Murphy
- 2006 : Toi et moi... et Dupree (You, me and Dupree) d'Anthony et Joe Russo: Carl Peterson
- 2008 : Le Prix du silence (Nothing But the Truth) de Rod Lurie : Patton Dubois
- 2009 : Les deux font la père (Old Dogs) de Walt Becker : Yancy Devlin
- 2009 : Blindés (Armored) de Nimrod Antal : Mike Cochrone

#### Années 2010
- 2010 : Takers de John Luessenhop : Jakes Welles
- 2012 : Sunlight Jr. de Laurie Collyer (en) : Richie
- 2013 : Imogene (Girl Most Likely) de Shari Springer Berman et Robert Pulcini : George
- 2013 : Art of the Steal de Jonathan Sobol (en) : Nicky Calhoun
- 2013 : Bad Country de Chris Brinker (en) : Jesse Weiland
- 2013 : American Stories de Wayne Kramer : Richard
- 2017 : Braquage à l'ancienne (Going in Style) de Zach Braff : Humer
- 2018 : Running for Grace (en) de David L. Cunningham : Doc
- 2018 : The House that Jack Built de Lars von Trier : Jack
- 2018 : Du miel plein la tête (Head Full of Honey) de Til Schweiger : Nick
- 2019 : Proxima d'Alice Winocour : Mike
- 2019 : Nimic (court métrage) de Yórgos Lánthimos : le père

#### Années 2020
- 2020 : Capone de Josh Trank : Johnny
- 2022 : American Dreamer (en) de Paul Dektor : Dell
- 2023 : Asteroid City de Wes Anderson : Hank le mécanicien
- 2024 : Maria de Jessica Palud : Marlon Brando
- 2024 : Haunted Heart (en) de Fernando Trueba
- 2025 : Le Cri des gardes (The Fence) de Claire Denis : Horn

### Télévision
- 1982 : The Great American Fourth of July and Other Disasters (en) de Richard Bartlett (en)
- 1991 : Women and Men 2: In Love There Are No Rules (en) de Walter Bernstein et Mike Figgis
- 1999 : Madonna: The Video Collection 93:99 de David Fincher (vidéo) (segment Bad Girl)
- 2007 : Les Simpson : Louie (voix originale, Le Cow-boy des rues)
- 2011 : Modern Family : Robbie Sullivan (1 épisode)
- 2015 : Wayward Pines (série TV) : Ethan Burke
- 2023 : High Desert (série TV)

## Distinctions

### Récompenses
- Bravo Otto 1980 : meilleur acteur pourTex
- Film Independent Spirit Awards 1990 : meilleur acteur principal pour Drugstore Cowboy
- Festival international du film de Stockholm 1993 : meilleur acteur pour Le Saint de Manhattan
- Blockbuster Entertainment Awards 1999 : acteur préféré dans un second rôle pour Mary à tout prix
- MTV Movie + TV Awards 1999 : meilleur vilain pour Mary à tout prix
- Teen Choice Awards 1999 : Teen Choice Awards de la scène la plus drôle pour Mary à tout prix
- Awards Circuit Community Awards 2005 : meilleure distribution pour Collision partagé avec Sandra Bullock, Don Cheadle, Thandiwe Newton, Ludacris, Larenz Tate, Ryan Phillippe, Terrence Howard, Shaun Toub, Jennifer Esposito, Michael Peña, Brendan Fraser, William Fichtner, Nona Gaye et Loretta Devine.
- Dallas-Fort Worth Film Critics Association Awards 2005 : meilleur acteur dans un second rôle pour Collision
- Gotham Independent Film Awards 2005 : Prix Tribute
- Hollywood Film Awards 2005 : meilleure distribution de l'année pour Collision
- Las Vegas Film Critics Society Awards 2005 : meilleur acteur dans un second rôle pour Collision
- Critics' Choice Movie Awards 2006 : Meilleure distribution pour Collision
- Film Independent Spirit Awards 2006 : meilleur acteur dans un second rôle pour Collision
- Gold Derby Awards 2006 : meilleure distribution pour Collision
- Festival international du film de Saint-Sébastien 2006 : Prix Donostia pour l'ensemble de sa carrière.
- Screen Actors Guild Awards 2006 : Meilleure distribution pour Collision
- Festival international du film du Caire 2007 : Prix Spécial pour l'ensemble de sa carrière.
- Festival du film de Taormine 2007 : Prix Taormina Arte.
- Baja International Film Festival (en) 2012 : Prix pour l'ensemble de sa carrière.
- Savannah Film Festival (en) 2012 : Prix pour l'ensemble de sa carrière.
- Antalya Golden Orange Film Festival 2017 : Prix pour l'ensemble de sa carrière.
- Festival international du film de Valladolid 2018 : Prix Espiga de Honor.
- Black Sea Film Festival 2019 : meilleur acteur pour The House that Jack Built
- Etna Comics International Film Festival 2022 : Prix Icon.
- Festival international du film de Locarno 2022 : Prix pour l'ensemble de sa carrière.

### Nominations
- Bravo Otto 1981 : meilleur acteur pour My Bodyguard
- Young Artist Awards 1981 : meilleur jeune acteur pour My Bodyguard
- Young Artist Awards 1983 : Young Artist Awards du meilleur jeune acteur pourTex
- Awards Circuit Community Awards 2005 : meilleur acteur dans un second rôle pour Collision
- Gold Derby Awards 2005 : meilleur acteur dans un second rôle pour Collision
- Gotham Independent Film Awards 2005 : meilleure distribution pour Collision partagé avec Sandra Bullock, Don Cheadle, Thandiwe Newton, Ludacris, Larenz Tate, Ryan Phillippe, Terrence Howard, Shaun Toub, Jennifer Esposito, Michael Peña, Brendan Fraser, William Fichtner, Nona Gaye et Loretta Devine...
- Washington DC Area Film Critics Association Awards 2005 : meilleur acteur dans un second rôle pour Collision
- British Academy Film Awards 2006 : Meilleur acteur dans un second rôle pour Collision
- Chicago Film Critics Association Awards 2006 : Meilleur acteur dans un second rôle pour Collision
- Critics' Choice Movie Awards 2006 : Meilleur acteur dans un second rôle pour Collision
- Empire Awards 2006 : Meilleur acteur pour Collision
- Golden Globes 2006 : Meilleur acteur dans un second rôle pour Collision
- International Online Cinema Awards 2006 : International Online Cinema Awards du meilleur acteur dans un second rôle pour Collision
- Italian Online Movie Awards 2006 : Italian Online Movie Awards du meilleur acteur dans un second rôle pour Collision
- Online Film & Television Association Awards 2006 : Online Film & Television Association Awards du meilleur acteur dans un second rôle pour Collision
- Online Film Critics Society Awards 2006 : Online Film Critics Society Awards du meilleur acteur dans un second rôle pour Collision
- Oscars 2006 : Meilleur acteur dans un second rôle pour Collision
- Screen Actors Guild Awards 2006 : Meilleur acteur dans un second rôle pour Collision
- Vancouver Film Critics Circle Awards 2006 : Vancouver Film Critics Circle Awards du meilleur acteur dans un second rôle pour Collision
- 20/20 Awards 2010 : meilleur acteur pour Drugstore Cowboy
- Danish Film Awards 2019 : meilleur acteur pour The House that Jack Built
- Fangoria Chainsaw Awards 2019 : meilleur acteur pour The House that Jack Built

## Voix francophones
En France, Maurice Decoster est la voix française régulière de Matt Dillon. Éric Herson-Macarel et Bernard Gabay l'ont doublé respectivement à six et quatre reprises.
Au Québec, il est principalement doublé par Daniel Picard. Il y a également Gilbert Lachance qui l'a doublé à cinq reprises.